# Robert Fico
Robert Fico (/'fitso/; Topoľčany, 15 de septiembre de 1964) es un político eslovaco que se ha desempeñado como primer ministro de Eslovaquia desde 2023. Anteriormente se desempeñó como primer ministro de 2006 a 2010 y de 2012 a 2018. En 1999 fundó el partido político de izquierdas Dirección-Socialdemocracia y ha dirigido el partido desde entonces. Fico tiene el récord de ser el primer ministro con más años de servicio en la historia del país, con más de 11 años en el cargo. Elegido por primera vez al Parlamento en 1992, fue nombrado al año siguiente miembro de la delegación checoslovaca de la Asamblea Parlamentaria del Consejo de Europa. Tras la victoria de su partido en las elecciones parlamentarias de 2006, formó su primer gabinete. Sus posiciones políticas han sido descritas como populistas, de izquierda y conservadoras.

## Biografía
Estudió en la Facultad de Derecho de la Universidad Comenius de Bratislava. Tras su graduación, cumplió entre 1986 y 1987 el servicio militar obligatorio como investigador militar adjunto, destinado en la ciudad Janovice (actualmente en el territorio checo). Posteriormente trabajó en el Instituto de Estado y Derecho de la Academia Eslovaca de Ciencias, así como en el Ministerio de Justicia hasta 1992. Durante este periodo presentó su tesis doctoral sobre "La pena de muerte en Checoslovaquia" y a principios de los 90 cursó estudios en la Escuela de Estudios Eslavos y de Europa Oriental de Londres con una beca Masaryk.
Volvió a Eslovaquia en 1992 y fue vicepresidente del Partido de la Izquierda Democrática. Trabajó como representante de Eslovaquia en la Corte Europea de Derechos Humanos.
En 1999 fundó el partido SMER del que se convirtió desde entonces en su máximo dirigente. 
En las elecciones parlamentarias de 2002, el partido Smer obtuvo el 13,46 % de los votos y se convirtió en el tercer partido político de Eslovaquia. 
Su partido fue el más votado en las elecciones parlamentarias de 2006, con el 29,1 % de los votos y formó un gobierno de coalición con el Movimiento por una Eslovaquia Democrática (de Vladimír Mečiar) y con el SNS (de Ján Slota).
Reforma marginalmente el modelo liberal impuesto al momento de la entrada en la Unión Europea, sin poner en tela de juicio el bajo tipo del impuesto de sociedades. Así, el impuesto sobre la renta incluye ahora dos tipos (19 % y 25 %), los productos alimenticios solo se gravan al 10 %, los comercios cierran los días festivos, se desaconsejan los contratos de corta duración y se paga un subsidio mínimo al final de los derechos; los estudiantes y pensionistas se benefician de la gratuidad del transporte. El gasto en salud, educación y vivienda sigue siendo muy bajo.

## Posiciones políticas
Durante el primer gobierno de Fico de 2006 a 2010, Eslovaquia adoptó un curso ampliamente independiente de los Estados Unidos y fortaleció las relaciones con varios estados no pertenecientes a la UE como Rusia, Serbia, Bielorrusia, Libia, Cuba, Venezuela y China. Eslovaquia rechazó la independencia de Kosovo así como el escudo antimisiles exigido por Estados Unidos en República Checa y Polonia; durante la guerra en el Cáucaso en 2008, Fico condenó la "agresión georgiana" y tomó partido por Rusia. En 2007, el gobierno eslovaco retiró todas las tropas eslovacas de Iraq, pero aumentó su presencia militar en Afganistán con la condición de que los soldados eslovacos no estuvieran disponibles para operaciones de combate.
Durante el segundo gobierno de Fico de 2012 a 2016, Eslovaquia apoyó oficialmente la posición común de la UE durante la anexión ilegal de Crimea por parte de Rusia y la guerra rusa en Ucrania desde 2014, sin embargo, el gobierno eslovaco criticó repetidamente las sanciones económicas impuestas a Rusia y amenazó en ocasiones con un veto junto con el gobierno checo. El primer ministro Fico calificó las sanciones como "inútiles y contraproducentes"; señaló que Eslovaquia apoyaba a Ucrania a través de la inversión temporal del transporte de gas. Después de comenzar su cuarto mandato como primer ministro en octubre de 2023, Fico anunció que Eslovaquia no proporcionaría más ayuda militar a Ucrania: "Consideramos la ayuda a Ucrania exclusivamente como ayuda humanitaria y civil, no entregaremos más armas a Ucrania", dijo Fico ante los diputados del recién elegido Parlamento en Bratislava.
Robert Fico declaró en enero de 2024 que, en su opinión, la guerra ruso-ucraniana no se sentía en la capital ucraniana de Kiev. Sin embargo, horas antes de la declaración de Fico, hubo un ataque aéreo ruso en la capital.

## Atentado
Mientras asistía a una reunión en Handlová el 15 de mayo de 2024, un ciudadano de 71 años disparó cinco veces contra el primer ministro que, herido de gravedad, fue trasladado a un hospital en Banská Bystrica.